# Ракка (район)
Ракка (араб. الرقّ) — район (мінтака) у Сирії, входить до складу провінції Ракка. Адміністративний центр — м. Ракка.
Адміністративно поділяється на 4 нохії.
| Сирія | Це незавершена стаття з географії Сирії. Ви можете допомогти проєкту, виправивши або дописавши її. |